# 蘇澳郡
蘇澳郡（日语：／ Suō Gun）為台灣日治時期的行政區劃之一。該郡隸屬台北州。

## 簡介
蘇澳郡役所設於蘇澳街。蘇澳郡管轄蘇澳街及不設街庄的蕃地。轄域即今宜蘭縣蘇澳鎮、南澳鄉等地。

## 統計
蘇澳郡有台灣東北沿岸唯一的港口蘇澳港，且在漁業移民的獎勵下，此郡的內地（日本）人比例相對於其他街庄較高。
| 街名   | 面積 (km²) | 人口 (人) | 人口 (人) | 人口 (人) | 人口 (人) | 人口 (人) | 人口 (人) | 人口密度 (人/km²) |
| 街名   | 面積 (km²) | 本籍      | 本籍      | 本籍      | 國籍      | 國籍      | 計        | 人口密度 (人/km²) |
| 街名   | 面積 (km²) | 臺灣      | 內地      | 朝鮮      | 中華民國  | 其他外國  | 計        | 人口密度 (人/km²) |
| ------ | ---------- | --------- | --------- | --------- | --------- | --------- | --------- | ----------------- |
| 蘇澳庄 | 89.0196    | 20,032    | 2,342     | 15        | 96        | 0         | 22,485    | 253               |
| 蕃地   | 812.6982   | 3,147     | 170       | 0         | 2         | 0         | 3,319     | 4                 |
| 蘇澳郡 | 901.7178   | 23,179    | 2,512     | 15        | 98        | 0         | 25,804    | 29                |

## 歷任郡守
| 任次 | 肖像 | 姓名 (生–卒)         | 在任時間       | 在任時間       | 備註 |
| ---- | ---- | -------------------- | -------------- | -------------- | ---- |
| 1    |      | 小島仁三郎 (1872–？) | 1920年9月1日   | 1921年7月4日   |      |
| 2    |      | 下村庸 (？–？)       | 1921年7月4日   | 1921年10月5日  |      |
| 3    |      | 藤崎濟之助 (？–？)   | 1921年10月5日  | 1924年12月18日 |      |
| 4    |      | 田中萬二 (？–？)     | 1924年12月18日 | 1924年12月25日 |      |
| 5    |      | 倉谷勳 (？–？)       | 1924年12月25日 | 1929年11月15日 |      |

- 小島仁三郎（1872－？）：1920年9月1日－
- 下村庸：1921年7月4日－
- 藤崎濟之助：1921年10月5日－
- 田中萬二：1924年12月18日－
- 倉谷勳：1924年12月25日－
- 家村隼人：1929年11月15日－
- 菊池和：1931年5月23日－
- 甲木豐吉：1932年3月26日－
- 小島猛（日语：小島猛）：1934年5月10日－
- 大塚正（日语：大塚正）：1936年10月20日－
- 大井又次（日语：大井又次）：1937年9月7日－
- 小野榮（日语：小野栄）：1939年7月1日－
- 佐藤茂（日语：佐藤茂 (官僚)）：1940年1月31日
- 古澤悌次（日语：古澤悌次）：1941年6月6日－
- 吉澤改治：1943年3月31日－
- 堤阡：1944年5月5日－
- 金丸繁治（1893－？）：1945年7月27日－

## 交通
- 蘇澳港
- 宜蘭線：新城車站、蘇澳車站
- 公路：蘇花道路、宜蘭北方澳道路、利澤簡道路[3]

## 設施
- 蘇澳郡役所
- 蘇澳街役場
- 蘇澳公會堂（1923年設）
- 蘇澳消費市場（1911年設）
- 蘇澳碳酸水浴場（1909年設）
- 蘇澳水利組合
- 蘇澳信用組合
- 北方澳漁業販賣購買利用組合
- 大南澳移民販賣購買利用組合[3]

## 教育
- 蘇澳尋常高等小學校
- 南澳尋常小學校
- 蘇澳公學校（蘇澳國小）
- 蘇澳公學校北方澳分教場（戰後因北方澳遷村而廢校）
- 蘇澳公學校東澳分教場（1984年被併為東澳國小，原址現為東澳活動中心）
- 馬賽公學校（馬賽國小）
- 大南澳公學校（蓬萊國小）[3]

## 宗教
- 蘇澳神社（原址於蘇澳國中）
- 蘇澳金刀比羅社
- 東澳祠
- 天主教長老派蘇澳講義所
- 天主教長老派大南澳講義所
- 真宗大谷派布教所
- 真宗本願寺派布教所[3]

## 名勝舊跡
- 蘇澳金刀比羅社
- 南方澳漁港
- 南方澳海水浴場：位於南方澳漁港
- 蘇澳冷泉
- 樺山資紀和西鄉從道會見之遺跡：於1924年設記念碑
- 蘇澳砲台
- 開路記念碑
- 羅提督里程碑
- 羅提督義學碑
- 北方澳燈台
- 烏石鼻的絕壁
- 寒溪[3][4]